# Nižná Slaná
Nižná Slaná – wieś (obec) na Słowacji położona w kraju koszyckim, w powiecie Rożniawa. Pierwsze wzmianki o miejscowości pochodzą z roku 1360. 

## Położenie
Wieś leży nad rzeką Slaná i jej dopływem – Kobeliarovský potok,  na terenie historycznego Gemeru. Pod względem geograficznym należy do dwóch mezorogionów Rudaw Słowackich; po lewej stronie rzeki Slaná są to Volovské vrchy, po prawej Pogórze Rewuckie (Revucká vrchovina). 

## Opis miejscowości
Według danych z dnia 31 grudnia 2012, wieś zamieszkiwało 1250 osób, w tym 630 kobiet i 620 mężczyzn.
W 2001 roku rozkład populacji względem narodowości i przynależności etnicznej wyglądał następująco:
- Słowacy – 90,3%
- Czesi – 0,17%
- Niemcy – 0,08%
- Romowie – 5,48%
- Węgrzy – 0,67%

Ze względu na wyznawaną religię struktura mieszkańców kształtowała się w 2001 roku następująco:
- Katolicy rzymscy – 31,03%
- Grekokatolicy – 0,67%
- Ewangelicy – 30,1%
- Ateiści – 31,28%
- Nie podano – 6,24%

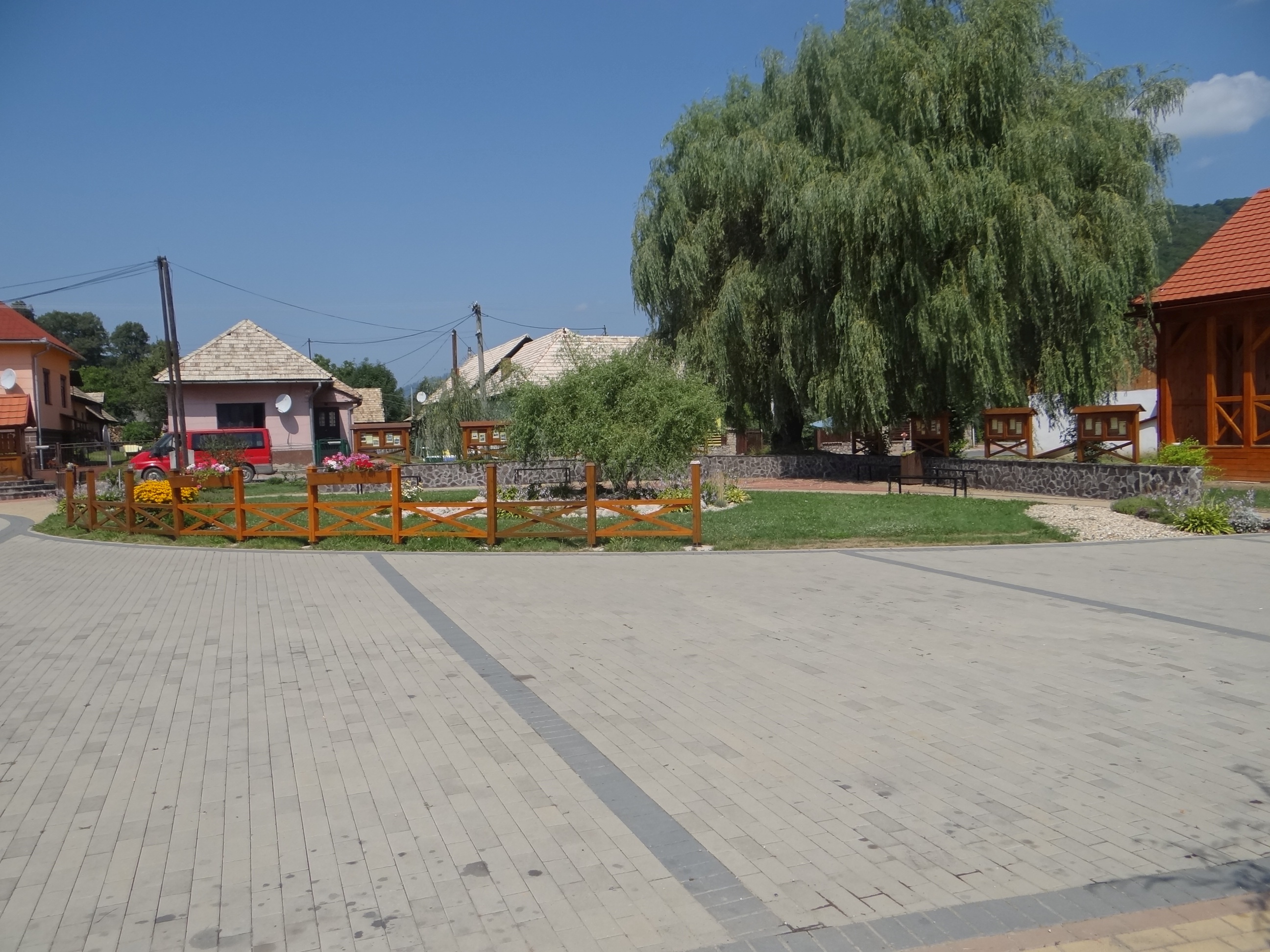
Rynek
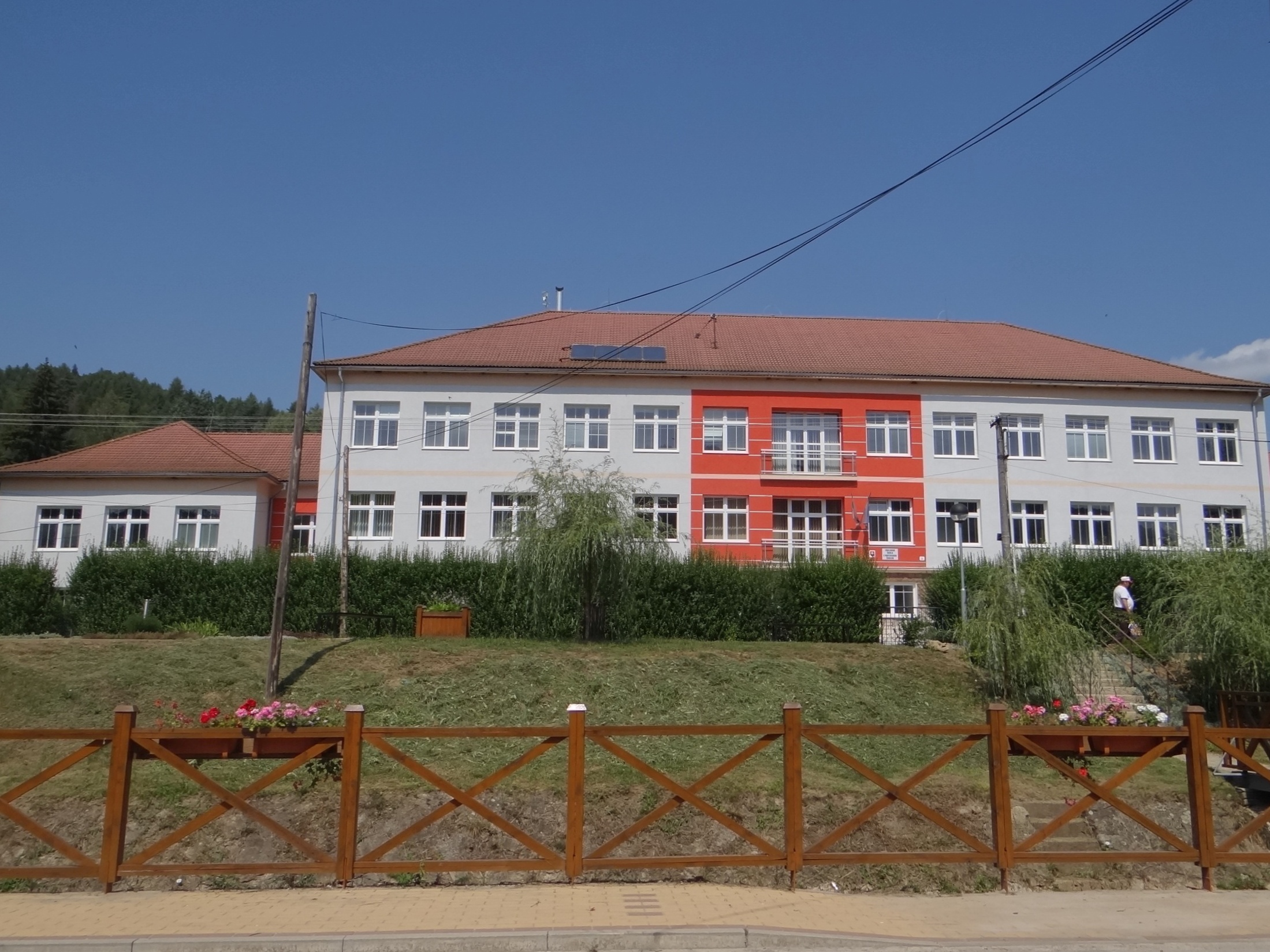
Szkoła
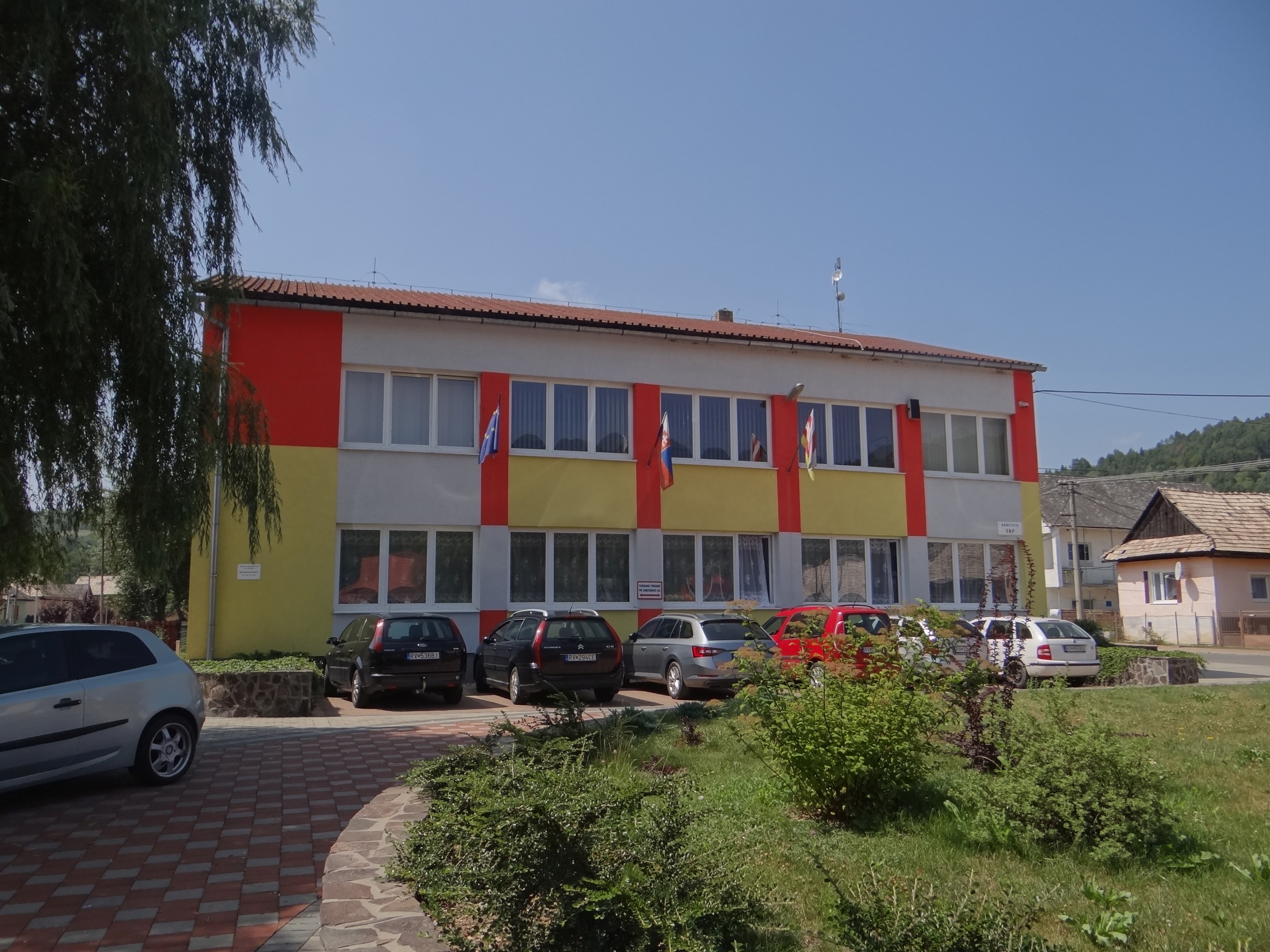
Urząd gminy
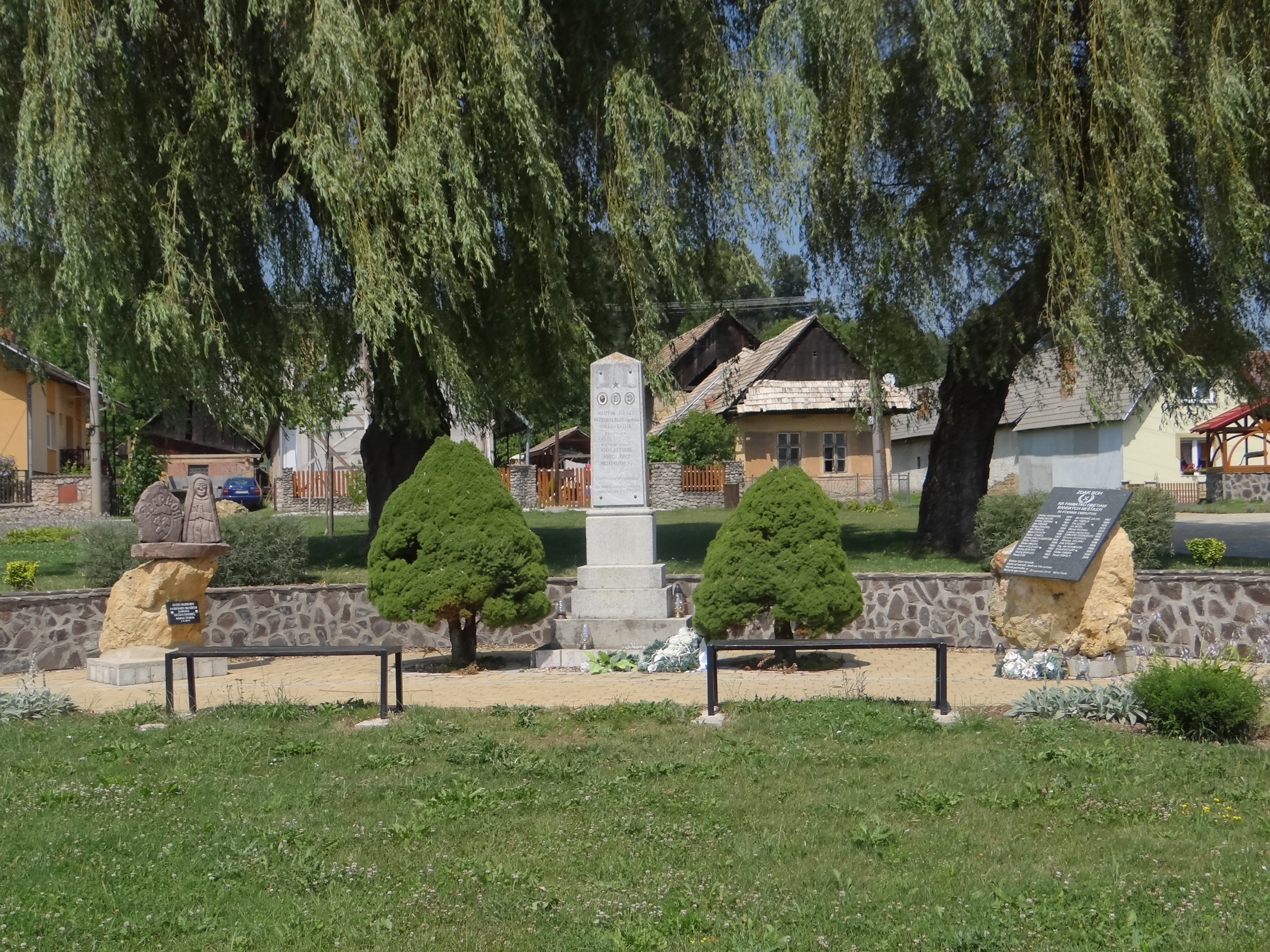
Pomnik